# Strepsinoma sphenactis
Strepsinoma sphenactis là một loài bướm đêm trong họ Crambidae.